# Генрик Юзевський
Ге́нрик Ян Юзе́вський (пол. Henryk Jan Józewski; псевдонім «Нємірич», «Ольгерд», 6 серпня 1892, Київ — 23 квітня 1981, Варшава) — польський політик, борець за незалежність і державний діяч часів Польської Республіки міжвоєнного періоду (у польській історіографії - Другої Речі Посполитої, художник, історик, соратник Пілсудського, міністр внутрішніх справ (1929—1930; 1930—1930), Волинський воєвода: 1928—1929 i 1930—1938, Лодзинський воєвода: 1938—1939. Відомий як співавтор так званого «Волинського експерименту», метою якого була поступова полонізація Волині.

## Життєпис

### Київський період
Батько – Валерій (1860–1920), інженер, мати – Юзефа, до шлюбу Свєнціцька (1860–1908). Мав брата Пшемислава Антонія, який загинув під час Першої світової війни, і сестру Гелену
Навчався в Першій київській гімназії, потім поступив на фізико-математичний факультет Університету Св. Володимира у Києві, який закінчив у червні 1914 року. Ще у 1905 році вступив до таємної організації польських гімназистів «Корпорація», члени якої займалися самостійною освітою. Вів там один з гуртків.  У 1910 році став засновником «Прогресивно-незалежницької молодіжної спілки». Незадовго до 1914 року вступив до революційної фракції Польської соціалістичної партії. Був одним із засновників підпільної організації «Дніпро», яка у грудні 1914 р. увійшла до складу Польської військової організації (POW). У 1915 році призначений заступником командира Польської військової організації в Києві (КН-3). Разом з батьком був відправлений царською владою на заслання до Саратова. Після початку лютневої революції у Росії, в червні 1917 року повернувся до Києва, де продовжив діяльність у місцевій організації POW.
В той період Генрик Юзевський зайнявся також малярством — малював акварелі та портрети. 
З серпня 1919 р. — начальник Верховного штабу № 3 військовополонених у Києві. Через загрозу арешту з боку більшовиків у грудні 1919 року був відкликаний з України і виїхав до Варшави. У квітні 1920 р., після укладення угоди між Пілсудським і Симоном Петлюрою, призначений віце-міністром внутрішніх справ в уряді Української Народної Республіки. Під час Польсько-радянської війни був членом уряду Симона Петлюри у Києві, а потім у Тарнові (де знаходилась штаб-квартира Уряду УНР).

### У незалежній Польщі

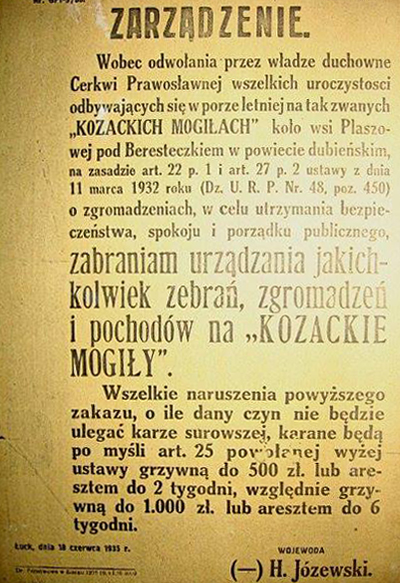
Видана Г.Юзевським заборона українцям відвідувати Козацькі Могили у Берестечку, 1935 р.

У 1921 р. він був у близькому оточенні Пілсудського, з яким товаришував, пропагуючи ідею польсько-українського союзу та ідеї політичної федерації, але активної участі у політичному житті не брав. В якості військового осадника оселився у колонії Бутинь на Волині, де отримав земельну ділянку за діяльність у POW. У 1925 році, отримавши урядову стипендію для підготовки до навчання живопису в Парижі, переїжджає до Варшави. Був одним з організаторів Травневого перевороту 1926 року. До підготовки перевороту його залучив Валерій Славек. На рубежі серпня-вересня 1926 р. він обійняв посаду чиновника в Раді Міністрів і почав брати участь у засіданнях уряду. У 1927–1928 роках обіймав посаду голови кабінету прем’єр-міністра Юзефа Пілсудського.

### Справа Петлюри
Коли після закінчення польсько-більшовицької війни радянська сторона вимагала депортації Симона Петлюри, під час видворення останнього з Польщі Генрик Юзевський особисто наполіг, щоб цього не сталося. Цінуючи Головного Отамана, він самостійно вирішив переховувати його поки не вщухне галас. Спочатку Юзевський перевіз Петлюру з Тарнова до Варшави, де переховував його у власній квартирі в палаці Рачинських. Через кілька тижнів Станіслав Стемпковський вивіз Петлюру до маєтку Косьмін біля Ґруйця (Варшавське воєводство). Пізніше його переправили знову до Варшави та сховали з дружиною та дочкою у помешканні колишнього київського адвоката Володимира Редліха
Потім, 31 грудня 1923 р. після того, як у Польщі прийшов до влади уряд націонал-демократів, який декларував націоналістичну та антиукраїнську програму (так званий уряд Хєно-Пяста), Петлюра під тиском влади залишив Варшаву і через Відень, Будапешт, Берн та Женеву навесні 1924 р. Приїхав до Парижа, де 25 травня 1926 р. був застрелений Самуїлом-Шломо Шварцбардом.
Юзевський утримував контакти з багатьма діячами культури, зокрема з Марією Домбровською. Він був близьким приятелем Юзефа Пілсудського. До активної політики Юзевський повернувся після Травневого замаху, у підготовці якого брав активну участь. З кінця серпня 1927 р. — Голова Кабінету Міністрів Юзефа Пілсудського, в грудні 1928 року був призначений Волинським воєводою. У грудні 1929 р. став Міністром внутрішніх справ в уряді Казімєжа Бертеля, а потім — в уряді Валерія Славека.

### Волинський період
Юзевський двічі обіймав посаду Волинського воєводи. Вперше — з 9 липня 1928 р. до 29 грудня 1929 р., удруге — з 5 червня 1930 р. до 13 квітня 1938 р. Так, намагаючись перешкодити проросійській акції в Почаївській лаврі, підбурив українців виступити під своїми національними прапорами й надати їй українського тону. Він вважав, що епіцентром порозуміння має стати саме Волинь. 
Юзевський боровся також із проявами радянофільства. Він стверджував, що український національний рух повинен стати перед альтернативою вибору між Польщею та СРСР. 
Щоб послабити російський вплив у воєводстві, сприяв українізації православної церкви та введенню українців у різні громадські установи. Був прихильником розвитку місцевого самоврядування на основі місцевих чиновників-українців та сконцентровував свої зусилля на збільшенні частки українців в органах місцевого самоврядування. Стверджував, що Волинь має стати «українським П’ємонтом» – основою для розбудови майбутньої незалежної України, як колись саме з П'ємонту почалося об'єднання Італії (т.зв. рісорджименто). Стараннями Юзевського у сфері освіти, у двомовних (утраквістичних) школах українська мова була запроваджена як обов'язкова. Кількість виключно україномовних шкіл було збільшено з восьми (у 1930 р.) до кількох сотень. Воєвода підтримував також розбудову українських і польсько-українських громадських організацій. Серед його соратників було багато державних діячів УНР (зокрема, колишній ад'ютант Петлюри Степан Скрипник — майбутній патріарх Української православної церкви Мстислав). 
Юзевський був одним із творців «сокальського кордону», противником поширення впливів українських політичних та суспільних організацій (наприклад, Просвіти) з Галичини на Волинь. Він старанно та планомірно перешкоджав поширенню легальної галицької преси та громадських організацій, пояснюючи це небезпекою проникнення на Волинь ідей націоналізму. За час його урядування на Волині було ліквідовано близько 800 осередків читалень «Просвіти» та інших українських культурно-господарських товариств. Українське національно-демократичне об'єднання, найбільшу в Галичині українську партію, він не допустив на Волинь, а створив на противагу йому маріонеткове Волинське українське об'єднання. 
Юзевський прагнув перетворити українців на лояльну Польщі етнічну групу, вправно використовуючи відмінності між галичанами та волинянами, він намагався розбити українську єдність. Щоб послабити роль Львова як регіонального центру, та зменшити українські впливи з Галичини, він організовував спільні конференції з воєводами північно-східних земель, віддаючи роль регіонального центру Вільнюсу. 
У 1929 році, під час виступу на конференції воєвод «Східних кресів», Юзевський заявить: 
| «Головним завданням державної політики на Волині, яка випливає з польського національного інтересу та локальних умов терену, є державна асиміляція краю та найглибше, органічне поєднання його населення з Річчю Посполитою»[6]. |
Польська політика асиміляції, яку проводив і Юзевський, призвела до того, феномену, що Волині виникла народність — «тутейші». Так результати двох переписів Польщі, свідчать, що в Другій Речі Посполитій, під час перепису у 1921 року, 38 943 особи ідентифікували себе як «тутейші». Натомість вже за 10 років, під час перепису 1931 року, їхня кількість збільшилася майже в 20 разів та становила вже 707 088. 
Після смерті Пілсудського позиції Юзевського на Волині почали слабнути. Його противники закидали йому, що він ніби-то фаворизує українців, а ОУН засудила Юзевського до смертної кари, проте атентат не був виконаний. 
У квітні 1938 року на знак протесту проти акції відбирання та руйнування церков в рамках т. зв Полонізаційно-Ревіндикаційної Акції на теренах Волині, Юзевський склав повноваження волинського воєводи, подавши заяву про відставку генералові Славой-Складковському.
«Волинський експеримент» Юзевського був однією з наймасштабніших, найпослідовніших і найбільш всебічних спроб «вирішення українського питання» шляхом асиміляції і денаціоналізації українців у ІІ Речі Посполитій.

### Міністр внутрішніх справ
У грудні 1929 року Юзевський став міністром внутрішніх справ в уряді Казімєжа Бартеля, а потім Валерія Славека. У міністерському кріслі він змінив Феліціяна Славоя Складковського. Новий очільник міністерства зосередився на покращенні функціонування підпорядкованої йому адміністративної структури та на питаннях національних меншин. Його діяльність була спрямована насамперед на нормалізацію стосунків між державним апаратом Польщі та українцями, тому він провів декілька нарад з керівниками адміністрацій прикордонних воєводств та здійснив інспекційну поїздку до воєводств південно-східної Польщі. Ця діяльність була призупинена в березні 1930 року. В уряді Славека він продовжував працювати над нормалізацією економічних, соціальних і політичних відносин на т.зв. Східних Кресах (українських та білоруських землях у складі Польщі). Домагався розрядки між державою та православною і греко-католицькою церквами. Зустрічався з греко-католицьким митрополитом Андреєм Шептицьким. Через президента Ігнація Мосціцького домігся про оголошення 2 червня 1930 року про скликання Автокефального Собору Православної Церкви в Польщі. У 1930–1938 роках був головним представником польського уряду на переговорах з Православною Церквою щодо її правового статусу в Польщі. Звільнений з уряду 3 червня 1930 року.

### Перебування на посаді міністра
29 грудня 1929 р. — 17 березня 1930 р.
17—29 березня 1930 р.
29 березня — 3 червня 1930 р.
Після виходу з уряду з 13 квітня 1938 року до 13 квітня 1939 року був Лодзьким воєводою.

### Друга світова війна
Після Вересневої кампанії 1939 р. і початку німецької окупації, вже у жовтні 1939 р. Юзевський був одним із засновників збройного підпілля. У 1939–1940 рр. служив у Головному штабі Служби перемоги Польщі (SZP), потім — комендант округу Варшава-Місто та начальник Варшавсько-воєводського округу Союзу збройної боротьби (ZWZ). Був політичним радником Головнокомандувача TNNZ. Згодом його було усунено за наказом генерала Владислава Сікорського[1]. Був співзасновником Інформаційного бюлетеня конспіративної групи «Ольгерд» (від старого псевдоніма Юзевського) та Польської демократичної партії (PSD). З 1940 року був редактором двотижневика Polska Walczy («Польща б’ється»), а згодом – місячника Ziemie Wschodnie Rzeczypospolitej («Східні землі Речі Посполитої»). Юзевський став провідним представником підпільної ідеї старих соратників та прихильників ідей Пілсудського (т.зв. «пілсудчиків»). Численні тексти з конспіративних часописів, які видавав Юзевський, опубліковано у збірці Wierni Polski (Вірні Польщі), т. 2, Publicystyka piłsudczykowska w kraju («Публіцистика пілсудчиків в країні 1940–1946 (Варшава 2007, Видавництво LTW), редактор Марек Галензовський.

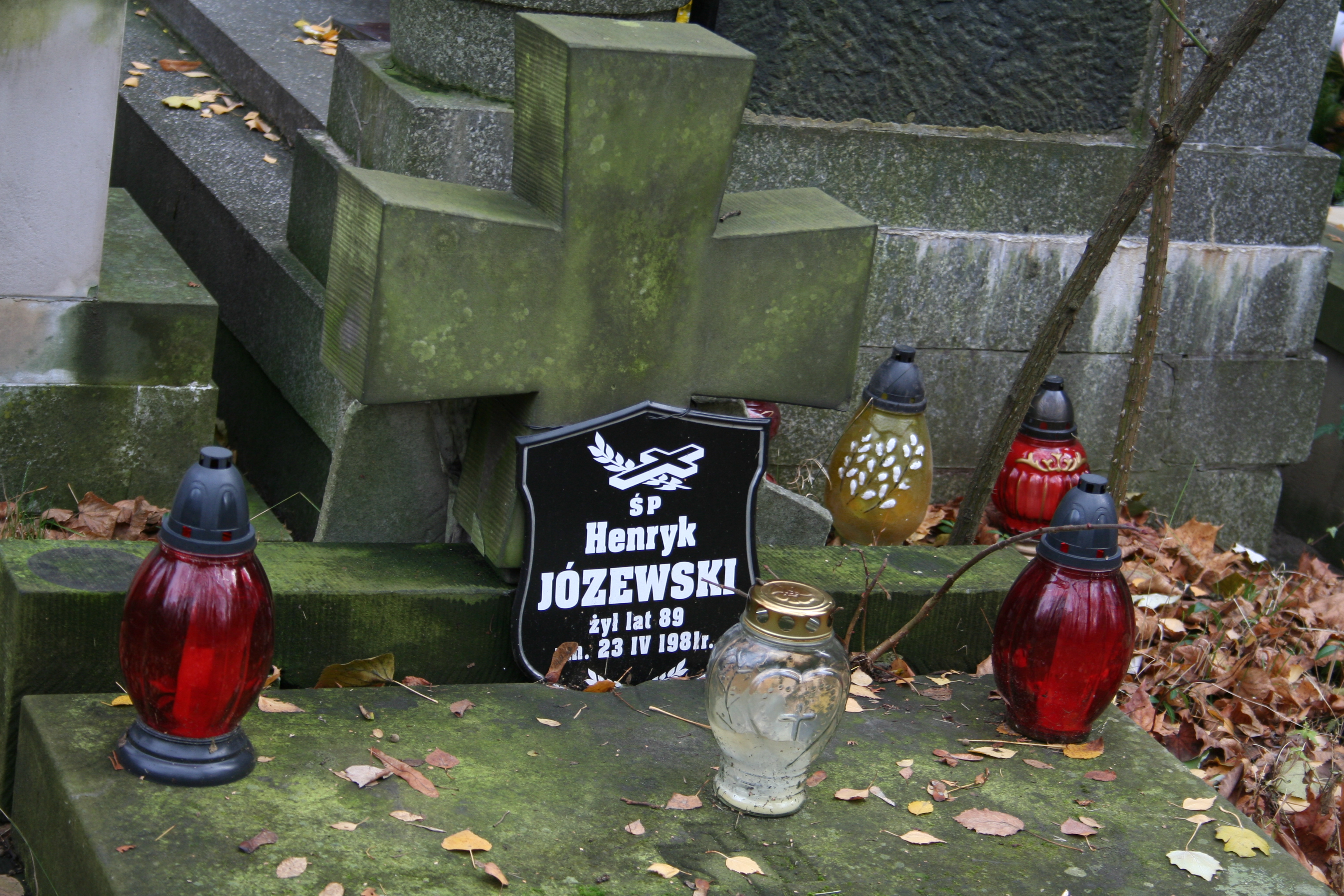
Могила Юзевського на цвинтарі на Повонзках у Варшаві

### Повоєнний період
У 1945 році, після закінчення німецької окупації, не припинив підпільної діяльності, бо не вважав боротьбу за незалежність Польщі завершеною. Заснував часопис Polska Niezawisła («Незалежна Польща») та ще одну підпільну групу – Польську демократичну партію. Юзевський був одним із активістів післявоєнного підпілля, який переховувався найдовше. У 1947 році на його слід вийшли співробітники Управління Безпеки (Urząd Bezpieczeństwa), які наприкінці вересня 1947 року провели операцію по його затриманню. Юзевський, який мав великий досвід підпілля, втік від облави у м. Подкова Лесьна й лісами дістався до Міланувки. Після кількох днів у Міланувці виїхав до Варшави. Однак столиця виявилася не найкращим місцем для переховування, і за пропозицією друзів Юзевськиї виїхав до Сілезії та опинився в Ґлівіце. З другої половини листопада 1947 р. до весни 1948 р. він перебував у Ґлівіце, потім у Вроцлаві, а потім у листопаді 1948 р. або на межі лютого та березня 1949 р. на короткий час повернувся до Ґлівіце. Також він переховувався у Варшаві, Радомі та Ящуві на Люблінщині, де був заарештований УБ 5 березня 1953 року. 16 березня 1953 року була заарештована найближча соратниця Юзевського Марія Сіпайло. Інші люди, які багато років підтримували Юзевського, також були ув’язнені – спочатку за свою незалежницьку діяльність, потім за багаторічне переховування від Управління Безпеки. Серед таких були Ян Збігнєв Хоміч, Вацлав Дрожановський, Галина Ющаковська, Міхаліна Кшижановська, Ідалія Корсак, Януш Сіпайло та Ірена Войнич. 14 вересня 1954 року в Окружному військовому суді у Варшаві відбувся судовий процес над Юзевським і братом і сестрою Сіпайло, яких судили разом з ним.
Звинувачений у «злочинній і контрреволюційній діяльності та спробі повалення устрою ПНР» Юзевський був засуджений до довічного ув'язнення. У травні 1956 р. Військовий гарнізонний суд у Варшаві на підставі амністії зменшив його покарання до 12 років ув'язнення, а у листопаді 1956 року надав річну перерву у відбуванні строку для лікування. Після 1956 року Юзевському спочатку зменшено покарання до 5 років, а потім вирок було скасовано взагалі. Про реабілітацію він ніколи не просив.
У квітні 1981 року Г. Юзевський захворів та помер у лікарні 23 квітня 1981 року. Похований на цвинтарі на Повонзках у Варшаві - поле 234-V-5/6;

## Нагороди
- Срібний Хрест Ордену «Virtuti Militari» (1923);
- Хрест Незалежності з мечами;
- Командорський Хрест Ордену Polonia Restituta (1929).

## Творчість
У 1917–1919 роках у Києві Юзевський був живописцем – створював акварелі та портрети олією. Переїхавши до Варшави після закінчення війни в 1921 році, він повернувся до творчості. Підтримував знайомства з багатьма художниками, серед яких була Марія Домбровська (супутницею життя Станіслава Стемповського – друга Юзевського) та поетичним гуртком Скамандритів.
Після звільнення з ув'язнення в листопаді 1956 року повернувся до живопису. Писав переважно пейзажі та портрети. З 1958 року був членом Товариства польських художників. Його картини знаходяться в Національному музеї у Варшаві.
Є автором спогадів, опублікованих у 1981–1982 роках у збірці «Zeszyty Historyczne» (Історичні зошити) Літературного інституту в Парижі.

## Сім'я
У 1919 р. одружився з художницею та зв’язковою військовополонених Юлією Болевською (1892–1939); дітей не мали. У 1923 році отримав у спадщину хутір у Нарутовичах біля Кременця на Волині.

## Вшанування пам'яті
У 2005 році була видана біографія Генрика Юзевського під назвою Sketches from a Secret War: A Polish Artist’s Mission to Liberate Soviet Ukraine («Нариси таємної війни: спроби польського художника звільнити Радянську Україну»), автор – американський історик Тімоті Снайдер. Праця опублікована також польською мовою під назвою Tajna wojna. Henryk Józewski i polsko-sowiecka rozgrywka o Ukrainę («Таємна війна. Генрик Юзевський і польсько-радянський конфлікт навколо України), у 2008 році. У 2023 році книжка перекладена українською мовою стараннями Польського інституту в Києві
У 2014 році було знято документальний фільм про життя та долю Генрика Юзевського під назвою Zaufany Piłsudskiego («Довірена особа Пілсудського»). 

### Погляди
Генрик Юзевський описував повоєнний період як відмінний і від часів поділів (поневолення), і від періоду війни.
Ще в 1942 р. Юзевський вказував на можливість ворожого ставлення українців до мешканців польського походження на Волині. Він нагадував про колишні єврейські погроми, за які не було жодного покарання та відсутність будь-якої відповідальності, що могло спонукати до подібних дій проти поляків.